# Claude Perey
Pour les articles homonymes, voir Perey.
Claude Perey, né le 27 décembre 1929 à Prangins et mort le 13 octobre 2000 à Lausanne, est une personnalité politique suisse, membre du Parti radical-démocratique.

## Biographie
De confession protestante, originaire d'Orzens, Claude Perey est le fils de Maurice Perey et d'Anita Uldry. Il épouse Pierrette Willenegger. Une fois fini son collège, il suit une formation professionnelle de typographe, puis de mécanicien à Lausanne, à Genève et à l'étranger. Il fonde un garage à Crissier en 1965.

### Carrière politique
Conseiller communal (législatif) de Crissier entre 1958 et 1961, puis conseiller municipal (exécutif) en 1961, Claude Perey est le syndic de la commune entre 1962 et 1974. Membre du Parti radical-démocratique, il siège au Grand Conseil vaudois entre 1966 et 1974 avant d'être nommé conseiller d'État ; il y est responsable du département de l'intérieur et de la santé publique entre le 3 mars 1974 et le 4 mars 1985. Le Centre hospitalier universitaire vaudois (CHUV) est réalisé sous son mandat. Il est en outre le président de l'Union des communes vaudoises entre 1969 et 1974 et, jusqu'en 2000, le président du conseil d'administration du Chemin de fer Lausanne-Échallens-Bercher,.